# 西方學院
西方學院（Occidental College），也稱西方文理大學，是一所位於美國洛杉磯的私立文理學院。該校創立於1887年，校友常簡稱其為“OXY”，為美國西岸歷史最悠久的文理學院之一，在政治、經濟、外交、藝術領域有顯著的成就。
該校著重於“博雅教育”的養成，學生除了要專精於本身的主修科目外也必須完成學校所規定各個領域的必修核心課程。核心課程包括一年的英文寫作訓練、三門與科學或數學相關的課程、一年的外語課程、一年的藝術課程、一年的國際事務課程以及畢業前必須通過主修相關科系的高級綜合測驗。著名校友包括第四十四任美國總統巴拉克·奧巴馬。

## 沿革
西方文理大學美國西岸最老的文理學院之一，於1887年4月20日創立。早期西大在學術上的成就與常春藤盟校旗鼓相當，正因如此當年入學門檻極高，因此學校學生大部分為白人。造成當地居民稱西大為 “白色城堡”。當中還有另外兩個原因，第一是因為西大的校園景觀設計頗負盛名，第二是因為當地居民大部分非白人。後來西大引領全國進行改革，決定 “學校學生的組成必須反映出社會的組成”，於是執行了許多的改革政策。成功轉型成為當時美國少數擁有多元文化的校園。

## 評價
自1908年至今，西大已產生10位有「全球本科生諾貝爾獎」之稱的羅德獎學金得主。2007年《普林斯頓評論》描述西大為 “崛起中的明日之星”，同時西大教授的質量也被評為最頂級。

## 學校組成
學生

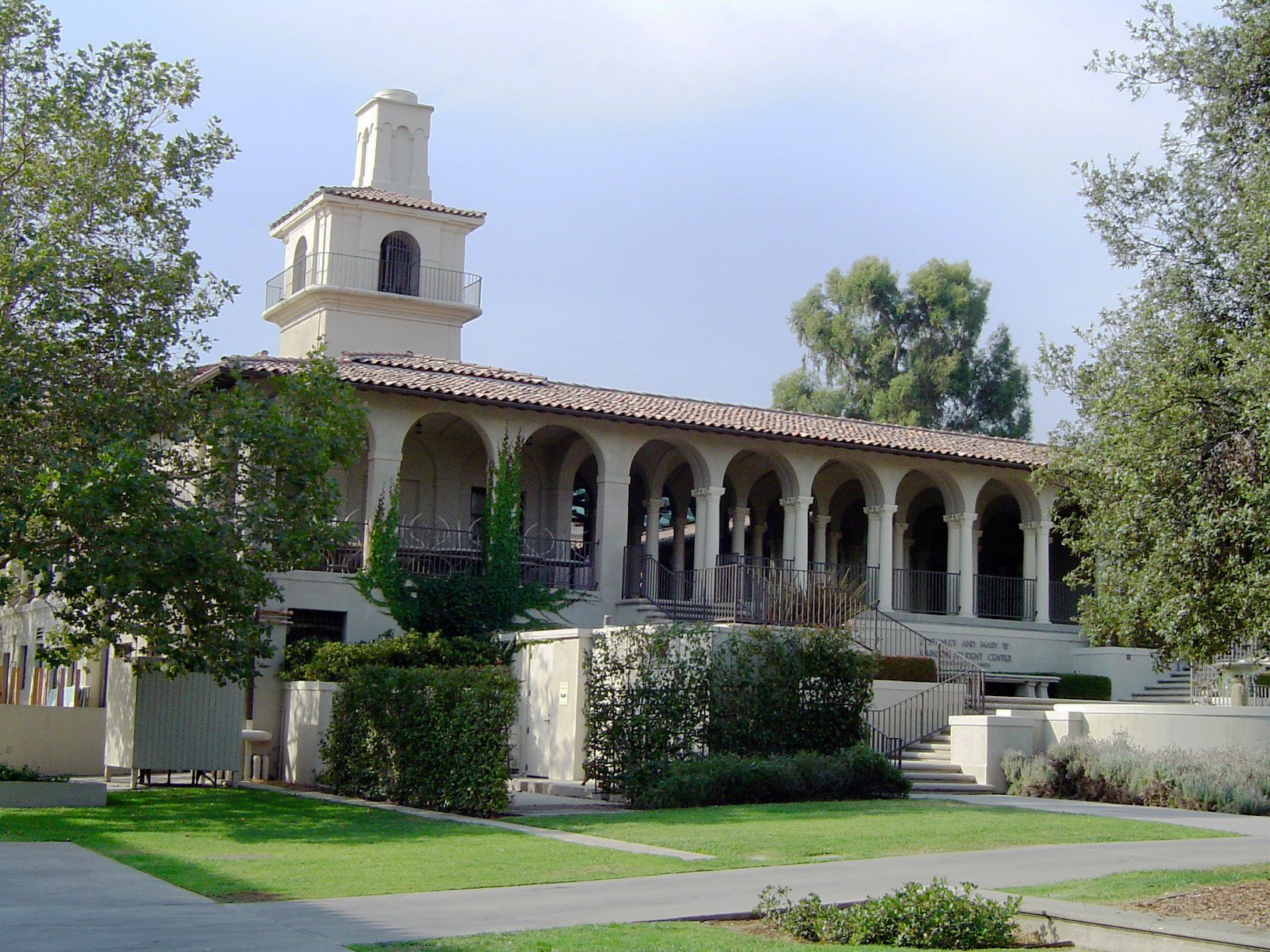
約翰遜學生中心和弗里曼學院聯盟（Johnson Student Center and Freeman College Union）

- 共計2030的學生來自美國51個州，哥倫比亞特區以及21個國家。
- 56％為女性，44％為男性
- 6.8％美國黑人
- 14.9％亞裔美國人
- 55.6％白人
- 2.7％國際學生
- 15.2％拉美裔
- 1％美國印地安人

教授
- 150位專任教授
- 6.7％美國黑人
- 12.6％亞裔美國人
- 13.3％拉美裔
- 45％為女性，55％為男性[9]

## 科系

### 學士主修科系

#### 藝術與人文類
- 藝術史和視覺藝術
- 批判理論和社會正義
- 英語和比較文學研究
- 電影與媒體研究
- 法國文學研究
- 語言學
- 音樂
- 哲學
- 宗教研究
- 西班牙語文學研究
- 戲劇

#### 社會科學類
- 經濟
- 歷史
- 政治
- 社會學
- 心理學

#### 科學類
- 化學
- 地質
- 數學
- 物理
- 生物

#### 多重領域類
- 美國研究
- 亞洲研究
- 生物化學
- 認知科學
- 外交和世界事務
- 心理生物學
- 城市與環境政策

### 學士輔修科系
- 中國語文及文學
- 古典研究
- 教育
- 德國研究
- 日本語言文學
- 拉丁美洲研究
- 語言學
- 俄羅斯研究

### 碩士科系
- 教育[10]

## 合作夥伴

### 加州理工學院(雙聯學位)
西大的學生可以在西大就讀三年，再去加州理工學院就讀兩年取得雙學位分別是西方文理大學的文學學士學位以及加州理工大學的理工學士學位。

### 哥倫比亞大學(雙聯學位)
西大的學生可以在西大就讀三年，再去哥倫比亞大學就讀兩年取得雙學位分別是西方文理大學的文學學士學位以及哥倫比亞大學的理工學士學位。
或是西大的學生可以在西大就讀三年，再去哥倫比亞大學就讀三年取得雙學位分別是西方文理大學的文學學士學位以及哥倫比亞大學的法學碩士學位。

### 藝術中心設計學院(自由修課)
西大藝術系的學生可以至全美最頂尖的藝術學院之一，藝術中心設計學院自由修課不須額外繳交學費。

### 克萊蒙特學院凱克研究所
西大生物工程系的學生可以透過審查到克萊蒙特學院凱克研究所就讀

### 聯合國
西大外交系以及政治系的學生可以申請至聯合國實習，將居住位於聯合國旁西大紐約校區。西大也是唯一擁有聯合國實習合作的大學。

### 海外交換
西大有和許多國外大學合作學生可以申請交換。合作學校遍布中南美洲、大洋洲、歐洲、亞州以及非洲。大中華地區的大學如國立台灣師範大學、國立政治大學、香港中文大學、香港大學、北京大學以及南京大學等。

### 未來簽署合作計畫
香港中文大學(雙聯學位)、南京大學(雙聯學位)。

## 知名校友
- 巴拉克·奧巴馬（美國第44任總統）
- 班·艾佛列克（演員）
- 艾蜜莉·奧斯蒙（演員）
- 阿波羅 貝爾（美國眾議員）
- 羅伯特芬奇（1969-1970年衛生，教育和福利部部長）
- 傑克·肯普（1971年至1989年美國紐約眾議員，1989 - 1993年美國住房和城市發展部部長，1996年總統大選共和黨副總統候選人代表。）
- 珍妮特薩迪克汗（紐約市運輸局局長）
- 賈尼斯琳聖馬提諾（美國地區法院加州南區聯邦法官）
- 乌拉尔·亚历克西斯·约翰逊（外交官，前中美大使级会谈與會代表）
- 侯偉業（外交官，前美國駐香港副總領事[[[Wikipedia:格式手册/链接#章節|錨點失效]]]）
- 史蒂夫科爾（前華盛頓郵報總編輯，普利茲獎獲得者）
- 安德烈埃利奧特（紐約時報記者，普利茲獎得主）
- 羅賓遜杰弗斯（詩人）
- 魏勒雷克斯（作家，記者，生態學家和國際綠色和平組織的創始人之一）

## 現任知名教授
- 拉里·考德威爾，政治學教授，曾擔任中央情報局在蘇聯分析辦公室，在華盛頓的國家戰爭學院歐洲研究部主任，並在倫敦的國際戰略研究所研究
- 瑪莎·羅恩克，英語文學教授，是2005年美國詩歌文學獎得主。
- 德里克希勒，斯圖爾特士外交和世界事務的教授，從1994年至1997年是美國駐芬蘭大使，前身是美國總統克林頓的顧問。
- 羅比摩爾，經濟學教授，比爾蓋茨的經濟老師。
- 海而門，政治學教授，是美聯社的政治評論家。她頻繁地出現在CNN和福克斯新聞談話節目。

## 電影電視劇場景
西方文理大學成出現於超30多部好萊屋電影其中知名電影如星際大戰3（1984）、戀愛沒有假期（2006）、新郎不是我（2008）、性福拉警報（2010）…等。也因此讓西大成為新人結婚的熱門景點。
電視劇於西大拍攝更是多不勝數，像影集白宮風雲（2002）、神經妙探（2002）等

## 外部連結
- Occidental College official website （页面存档备份，存于）
- Occidental College official athletics website （页面存档备份，存于）
- KOXY （页面存档备份，存于）—student-run radio station
- Occidental Weekly Newspaper